# توماس تسيغلر
توماس تسيغلر هو لاعب هوكي الجليد سويسري، ولد في 9 يونيو 1978 في زيورخ في سويسرا.

## وصلات خارجية
- توماس تسيغلر على موقع دوري الهوكي الوطني (الإنجليزية)
- توماس تسيغلر على موقع قاعة مشاهير الهوكي (لاعب أن.إتش.أل) (الإنجليزية)
- توماس تسيغلر على موقع EliteProspects.com (الإنجليزية)
- توماس تسيغلر على موقع Eurohockey.com (الإنجليزية)
- توماس تسيغلر على موقع HockeyDB.com (الإنجليزية)
- توماس تسيغلر على موقع Hockey-Reference.com (الإنجليزية)
- توماس تسيغلر على موقع أوليمبيديا (الإنجليزية)